# Eugenio Bersellini
Eugenio Bersellini (* 10. Juni 1936 in Borgo Val di Taro; † 17. September 2017 in Prato) war ein italienischer Fußballspieler und -trainer. Während seine Spielerkarriere wenig erfolgreich verlief, führte Bersellini als Trainer Inter Mailand zur Meisterschaft und zum Pokalsieg, der ihm auch bei Sampdoria Genua gelang. Weiterhin trainierte er Mannschaften wie die AC Cesena, Torino Calcio oder die AC Florenz.

## Spielerkarriere
Eugenio Bersellini, geboren in Borgo Val di Taro, einer emilianischen Stadt in der Provinz Parma, begann mit dem Fußballspielen beim Klub AC Fidenza in einer direkt angrenzenden Gemeinde. Von 1954 und 1955 stand Bersellini in Diensten des Vereins, den man damals wie heute in der Serie D vorfindet, mit dem Unterschied, dass die Serie D zu Bersellinis aktiven Zeiten noch die vierthöchste Spielklasse meinte, heute ist sie die fünfthöchste.
Im Sommer 1955 verließ Eugenio Bersellini der AC Fidenza und schloss sich der AC Brescia an, wo er seine erste Saison in der zweitklassigen Serie B spielte. In Brescia agierte der Mittelfeldspieler fünf Jahre lang von 1955 bis 1960 und brachte es in dieser Zeit auf insgesamt 98 Ligaspiele mit neunzehn Torerfolgen. Diese Zahlen belegen, dass Bersellini dabei keineswegs Stammspieler war. Von den Ergebnissen her gelang es der AC Brescia in diesen fünf Spielzeiten nicht, in die Serie A aufzusteigen. Einzig einmal, in der Saison 1956/57, näherte man sich mit dem Erreichen von Platz drei an die Aufstiegsplätze an. Da damals lediglich zwei Mannschaften pro Saison aufsteigen durften, schafften nur die beiden vor Brescia platzierten Teams von Hellas Verona und der US Alessandria den Sprung in die Erstklassigkeit, wobei sich Alessandria nur aufgrund des besseren Tordifferenz gegenüber Brescia durchsetzte.
1960 wechselte Bersellini erneut den Verein und schloss sich innerhalb der zweiten italienischen Liga Simmenthal Monza an, wo er in einer ersten Periode zwei Jahre lang spielte. Mit Platz fünf und acht wurden dabei in beiden Jahren durchaus respektable Ergebnisse erzielt, 1960/61 verfehlte der vom Unternehmen Simmenthal finanziell unterstützte Verein den erstmaligen Aufstieg in die Serie A um vier Punkte gegenüber der SSC Palermo. Zur Saison 1962/63 ging Eugenio Bersellini zum Ligakonkurrenten Pro Patria Calcio, um nach einem Jahr mit Erreichen von Platz neun in der Serie B und siebzehn Ligaspielen mit einem Tor nach Monza zurückzukehren. Doch mittlerweile war der Verein von einem Anwärter auf den Erstligaaufstieg zu einem Anwärter auf den Abstieg in die Drittklassigkeit geworden und musste diesen in der Saison 1965/66, der letzten von Eugenio Bersellini im Trikot von Monza, auch antreten, nachdem man in der Serie B lediglich den neunzehnten und damit vorletzten Platz belegt hatte und zwei Punkte Rückstand auf den ersten Nichtabsteiger SC Pisa aufwies. Mit ausschlaggebend für die negative Entwicklung des Vereins war wohl auch der Ausstieg des Sponsors Simmenthal bereits zu Beginn der 1960er-Jahre.
Nach dem Abstieg mit der AC Monza 1966 wechselte Eugenio Bersellini in Italiens Süden zur US Lecce, zur damaligen Zeit in der Serie C auffindbar. In Lecce spielte Bersellini noch zwei Jahre lang in der dritten Fußballliga und erreichte Platzierungen im Mittelfeld. Danach beendete er 1968 seine fußballerische Laufbahn im Alter von 32 Jahren und wurde gleich zur folgenden Saison in Nachfolge von Gianni Seghedoni Trainer der US Lecce.

## Trainerkarriere

### Lecce, Como, Cesena und erste Amtszeit bei Sampdoria
Ab 1968 war Eugenio Bersellini Trainer der ersten Mannschaft der US Lecce. In seiner ersten Spielzeit als Coach im Stadio Via del Mare erreichte er mit seiner Mannschaft Platz fünf in der Girona C der Serie C 1968/69. Gleiches war auch das Resultat der Folgesaison, erneut wurde man Fünfter. Platz vier wurde in der Serie C 1970/71, Bersellinis letzter Spielzeit als Chefcoach der US Lecce, erreicht. Danach verließ er den Verein und wurde neuer Verantwortlicher an der Seitenlinie beim Zweitligisten Como Calcio.
In Como trainierte Bersellini zwei Spielzeiten lang. In seiner ersten Saison wurde nach Ende aller Spieltage der vierte Platz in der Serie B belegt, man verpasste den Aufstieg in die Serie A aufgrund eines Rückstandes von zwei Punkten auf die SSC Palermo. Weniger erbaulich verlief die darauf folgende Spielzeit für Como Calcio und Eugenio Bersellini. Man landete in der Serie B 1972/73 auf dem enttäuschenden elften Rang. In Folge dieser eher schlechten Saison trennten sich die Wege von Eugenio Bersellini und Como Calcio im Sommer 1973.
Bersellini wurde daraufhin neuer Cheftrainer bei der AC Cesena. Cesena war unter Trainer Luigi Radice, wenig später Meistertrainer der AC Turin, zum ersten Mal in seiner Geschichte in die italienische Eliteliga aufgestiegen, Radice verließ den Verein in der Folge in Richtung Florenz. Nachfolger des Erfolgstrainers wurde eben Eugenio Bersellini. Unter dessen Führung gelang es der AC Cesena, sich durch das Erreichen von Platz elf in der Serie A 1973/74 den Klassenerhalt zu sichern, während die anderen beiden Aufsteiger CFC Genua und US Foggia genauso wie Hellas Verona den Gang in die Zweitklassigkeit antreten mussten. Auch im nationalen Pokalwettbewerb sorgte die AC Cesena von Eugenio Bersellini für Furore. Man belegte den ersten Platz in der ersten Gruppenphase in der Gruppe fünf und ließ dabei unter anderem die AC Turin sowie die US Catanzaro hinter sich. Erst in der nun folgenden zweiten Gruppenphase schied man als Dritter hinter der SSC Palermo und Juventus Turin sowie vor Lazio Rom aus.
Ähnlich erfolgreich wie 1973/74 verlief auch die Spielzeit 1974/75 für die Mannschaft von Eugenio Bersellini. Man rangierte nach Ablauf aller Spieltage erneut auf dem elften Tabellenplatz und hatte mit dem Abstiegskampf nur wenig zu tun. Nach der zweiten erfolgreichen Spielzeit mit der AC Cesena kehrte Bersellini dem Verein im Sommer 1975 den Rücken und wurde neuer Trainer bei Sampdoria Genua, wo er die Nachfolge von Giulio Corsini antrat, unter dem Samp den Abstieg knapp vermieden hatte.
Eugenio Bersellinis erste Spielzeit bei Sampdoria Genua brachte am Ende das Belegen des zwölften Tabellenranges in der Serie A 1975/76 mit sich, wobei der Abstieg um einen Punkt gegenüber Ascoli Calcio vermieden wurde. In der Folgesaison konnte man nicht verhindern, dass die Sampdoria, damals nicht zu den Topvereinen des Calcio zählend, den Gang in die Zweitklassigkeit, erstmals seit 1967, antreten musste. In der Serie A 1976/77 belegte man am Ende den vierzehnten Tabellenrang, hatte zwei Zähler Rückstand auf den ersten Nichtabsteiger aus Foggia, und musste zusammen mit der US Catanzaro und der AC Cesena den Abstieg hinnehmen. Trotz der schlechten Leistungen hielt die Vereinsführung von Sampdoria Genua über die gesamte Spielzeit hinweg an ihrem Trainer fest, erst nach Feststehen des Abstieges trennten sich die Wege von Eugenio Bersellini und seinem Arbeitgeber.

### Erfolge mit Inter Mailand
Etwas überraschend wurde Eugenio Bersellini 1977 als neuer Trainer des italienischen Spitzenclubs Inter Mailand vorgestellt. Dabei trat er die Nachfolge von Giuseppe Chiappella an, der Inter nach zwei Jahren ohne Titel hatte verlassen müssen. In seiner ersten Spielzeit als Trainer von Inter Mailand erreichte Bersellini in der Serie A 1977/78 den fünften Tabellenrang, man wies am Ende einen Rückstand von acht Punkten auf den Meister von Juventus Turin auf. Besser hingegen lief es im nationalen Pokalwettbewerb, in der Coppa Italia 1977/78. Hier wurde man in der ersten Gruppenphase Erster der Gruppe fünf vor Ascoli Calcio, Atalanta Bergamo, der US Cremonese sowie Como Calcio und platzierte sich auch in der zweiten Gruppenphase in der Gruppe eins vor der AC Florenz, Torino Calcio und der AC Monza, was die Finalteilnahme zur Folge hatte. Im Endspiel in Rom wurde die SSC Neapel mit 2:1 bezwungen.
Durch den Gewinn der Coppa Italia 1977/78 war man für den Europapokal der Pokalsieger des folgenden Jahres startberechtigt. Dort kam das Aus jedoch bereits im Viertelfinale gegen den belgischen Vertreter KSK Beveren. Generell lief die Spielzeit 1978/79 nicht optimal für Internazionale. In der Coppa Italia schied man schon im Viertelfinale gegen Juventus Turin, den späteren Sieger, aus, und auch im Ligabetrieb der Serie A 1978/79 überzeugte man mit Rang vier nicht. Eine Leistungssteigerung trat indes in der Folgesaison ein. Die Serie A 1979/80 beendete die Mannschaft von Eugenio Bersellini, in der sich unter anderem Spieler wie etwa Verteidiger Giuseppe Baresi, Mittelfeldakteur Gabriele Oriali oder Angreifer Alessandro Altobelli befanden, auf dem ersten Tabellenrang mit drei Zählern Vorsprung vor Juventus und holte sich damit die italienische Fußballmeisterschaft – die erste für den Verein seit neun Jahren. Durch die Meisterschaft von 1980 war Inter Mailand auch für den Europapokal der Landesmeister 1980/81 qualifiziert. Nach Erfolgen über Universitatea Craiova aus Rumänien, den FC Nantes aus Frankreich sowie Roter Stern Belgrad aus Jugoslawien war für Bersellinis Mannschaft  im Halbfinale gegen den spanischen Vertreter Real Madrid Schluss, der seinerseits das folgende Endspiel gegen den FC Liverpool verlor.
Als Titelverteidiger in die Saison 1980/81 gestartet, misslang der erneute Gewinn der Meisterschaft relativ deutlich. Mir Platz vier hatte man nach dreißig Spieltagen acht Punkte Rückstand auf den neuen italienischen Meister von Juventus Turin. Auch im nationalen Pokalwettbewerb war man wenig erfolgreich, bereits in der Gruppenphase passierte das Ausscheiden, als man Dritter der Gruppe zwei hinter der US Avellino und der US Palermo sowie vor der in Folge des Totonero-Skandals in die Serie B abgeglittenen AC Mailand und Catania Calcio wurde. Anders die Lage im nächsten Jahr, als sich das Team von Trainer Bersellini in der Coppa Italia 1981/82 nach Erfolgen in der Gruppenphase sowie nacheinander gegen die AS Rom sowie die US Catanzaro bis ins Finale spielte und dort gegen Torino Calcio auch mit 2:1 nach Hin- und Rückspiel die Oberhand behielt. Während im Ligabetrieb mit Platz fünf wieder eine Saison unter den Erwartungen abgelegt wurde, gelang Eugenio Bersellini in seinem letzten Jahr als Trainer von Inter Mailand noch einmal ein Titelgewinn, sein Dritter mit dem lombardischen Klub. Dennoch wurde Bersellinis Kontrakt nicht verlängert, sein Nachfolger als Coach der Mailänder wurde Rino Marchesi, zuvor bei der US Avellino und der SSC Neapel tätig.

### Torino, erneut Sampdoria und Florenz
Im Sommer 1982 beerbte Eugenio Bersellini Massimo Giacomini als Trainer von Torino Calcio, das er im Vorjahr noch im Pokalfinale mit Inter Mailand besiegt hatte. Seine erste Spielzeit mit Torino beendete Bersellini am Ende auf dem achten Tabellenrang, was eine Verbesserung um eine Platzierung im Vergleich zum Vorjahr bedeutete. In der Coppa Italia kam das Aus diesmal in der Runde der letzten vier Mannschaften, wo man nach Verwendung der Auswärtstorregel dem aufstrebenden Hellas Verona von Osvaldo Bagnoli unterlag, das sich seinerseits im Endspiel erst nach Verlängerung Juventus Turin geschlagen geben musste. Erneut das Halbfinale erreichte Torino unter Bersellini in der Coppa Italia der Folgesaison, diesmal erwies sich jedoch die AS Rom als zu stark. Im Ligabetrieb endete die Spielzeit 1983/84 für Torino Calcio besser als die vorherige, man belegte nach Ende aller Spieltage den fünften Tabellenrang und verpasste die Qualifikation für den UEFA-Pokal um zwei Punkte gegenüber Inter Mailand.
Trotz ganz passabler Ergebnisse als Torino-Trainer musste Eugenio Bersellini im Sommer 1984 den Verein verlassen. Sein Nachfolger wurde Luigi Radice, der den Klub 1976 zur ersten und bis heute einzigen Meisterschaft seit dem Flugunfall von Superga 1949 geführt hatte und dies 1984/85 um vier Punkte verpassen sollte. Eugenio Bersellini hingegen wurde in Nachfolge von Renzo Ulivieri neuer Trainer von Sampdoria Genua, das er bereits von 1975 bis 1977 betreut und in die zweite Liga geführt hatte. Unter Ulivieri war das ambitionierte Sampdoria in die Serie A zurückgekehrt und hatte sich dort im oberen Mittelfeld etabliert. Diese Entwicklung wurde auch unter dem neuen Verantwortlichen an der Seitenlinie fortgesetzt, in der Serie A 1984/85 wurde am Ende der vierte Tabellenplatz belegt. Ferner zeigte sich die Mannschaft um Spieler wie etwa Graeme Souness, Pietro Vierchowod oder Gianluca Vialli im nationalen Pokal sehr erfolgreich. Nach Erfolgen in den K.O.-Spielen gegen den SC Pisa, Torino Calcio und die AC Florenz stand man im Endspiel und setzte sich dort mit 3:1 nach Hin- und Rückspiel gegen die AC Mailand von Trainer Nils Liedholm durch. Der Pokalsieg von 1984 bildete den ersten großen Höhepunkt der großen Ära von Sampdoria Genua, die den Verein bis Mitte der 1990er-Jahre zu einer Meisterschaft, drei weiteren Pokalsiegen und zum Triumph im Europapokal der Pokalsieger führen sollte. Doch das alles geschah nicht mehr unter der Ägide Eugenio Bersellinis. Er war noch ein weiteres Jahr Übungsleiter bei Sampdoria Genua, belegte in der Liga zur Rang elf und schied im internationalen Pokal früh aus. Einzig in der Coppa Italia zeigte man sich erfolgreicher, erreichte das Endspiel, dort erwies sich aber der AS Rom als die bessere Mannschaft und gewann mit 3:2 nach Hin- und Rückspiel.
In Folge dieser eher durchwachsenen Saison wurde Eugenio Bersellini bei Sampdoria durch den jugoslawischen ehemaligen Real-Madrid-Trainer Vujadin Boškov ersetzt, unter dessen Regie sich die Mannschaft von Samp erst richtig entfaltete. Bersellini hingegen ging für ein Jahr zur AC Florenz. In Florenz stellte sich kein wirklicher Erfolg ein, man wurde in der Serie A 1986/87 Zehnter, was nicht im Ansatz den Ansprüchen des toskanischen Vereins entsprach. Nach Ende der Saison wurde Bersellini gechasst und durch den Schweden Sven-Göran Eriksson, zuvor Coach des AS Rom, ersetzt.

### Abstiege mit Avellino und Ascoli
Zu Beginn der Spielzeit 1987/88 war Eugenio Bersellini erstmals seit Jahren ohne Anstellung. Doch als sich die US Avellino bereits nach sechs Spieltagen der Serie A 1987/88 von seinem Cheftrainer, dem Brasilianer Luís Vinício, trennte, wurde Bersellini als dessen Nachfolger vorgestellt. Die US Avellino, der zuvor seit zehn Jahren erstklassig war, schaffte jedoch auch unter dem neuen Trainer Eugenio Bersellini nicht die erhoffte Kehrtwende und musste als Tabellenvorletzter mit 23 Punkten aus 30 Spielen sowie einem Rückstand von einem Punkt auf den ersten Nichtabsteiger Pescara Calcio in die Serie B absteigen. Eugenio Bersellini ist somit auch bis heute der letzte Trainer, der den mittlerweile als AS Avellino 1912 neugegründeten Verein in der höchsten italienischen Spielklasse betreute, danach erlebte Avellino einen stetigen Abstieg bis hin zum Konkurs und der Neugründung, die jetzt wieder in die Serie B aufgestiegen ist.
Nach dem Abstieg mit der US Avellino verlängerte sich Bersellinis Kontrakt bei den Kampaniern nicht, er war wiederum arbeitslos, als eine Serie-A-Spielzeit begann. Allerdings zeigte sich schon bald, dass Ascoli Calcio mit der Arbeit seines Coaches Ilario Castagner nicht zufrieden war, man entließ diesen und verpflichtete Bersellini. Der ehemalige Inter-Trainer führte Ascoli Calcio noch zum Klassenerhalt in der Serie A 1988/89 als Zwölfter mit zwei Punkten Vorsprung vor dem ersten Absteiger Torino Calcio. Weniger erbaulich verlief die folgende Spielzeit, in der sich Ascoli von Anfang an im Abstiegskampf und am Tabellenende wiederfand. Nach einem 1:2 gegen Juventus Turin und einer bereits zuvor bestehenden Serie schlechter Leistungen wurde Eugenio Bersellini nach dem 21. Spieltag der Serie A 1989/90 von seinen Aufgaben entbunden und durch Aldo Agroppi, der die Tabellenposition Ascolis noch verschlechterte und den Verein als Tabellenletzter in die Serie B führte.

### Coach unterklassiger Vereine und in Libyen
Nach seiner Entlassung in Ascoli Piceno begann für Eugenio Bersellini eine regelrechte Odyssee durch die Ligen des Calcio. So coachte er jeweils ein Jahr lang Como Calcio, den FC Modena sowie den FC Bologna. Während bei Como Calcio der Aufstieg in die zweite italienische Liga knapp verpasst wurde, endete Bersellinis Engagement in Modena und Bologna bereits frühzeitig, nachdem er beide Vereine in Abstiegsnot verfrachtet hatte und jeweils schon früh in der Saison seinen Hut nehmen musste. Ähnlich verlief seine Tätigkeit bei Pisa Calcio im Jahr 1994. Dort übernahm er zum Ende der Serie B 1993/94 hin von Walter Nicoletti, konnte den Abstieg und die damit einhergehende Insolvenz von Pisa Calcio aber auch nicht mehr verhindern.
Danach legte Eugenio Bersellini eine einjährige Pause ein, ehe er 1995 beim damals drittklassig agierenden FBC Saronno unterschrieb und dem Verein zwei Jahre treu blieb. Im ersten Jahr in Saronno gelang Bersellini mit dem Außenseiter der Klassenerhalt in der Serie C1 in der Girona A. Noch viel besser hingegen verlief die Spielzeit 1996/97, als der FBC Saronno unter Eugenio Bersellini am Ende den vierten Platz in der Girona A der Serie C1 belegte und damit berechtigt war, an den Playoff-Spielen um den Aufstieg in die Serie B teilzunehmen. Dort unterlag man im Halbfinale dem FC Carpi.
Nach zwei Jahren beim FBC Saronno verließ Eugenio Bersellini den Verein und auch Italien und wurde Nationaltrainer von Libyen. Dieses Amt bekleidete er ein Jahr lang von 1998 bis 1999. Danach war er als Vereinstrainer in dem nordafrikanischen Land tätig und gewann in dieser Funktion mit Al-Ittihad Tripolis in der Saison 2001/02 die Meisterschaft.
Erst 2006 kehrte Eugenio Bersellini in seine Heimat zurück und übernahm dort noch zwei Amateurvereine. Doch weder bei USD Lavagnese noch bei der US Sestri Levante war ihm großartiger Erfolg möglich. Nach Ende seiner Tätigkeit bei Sestri Levante im Jahr 2007 nahm Eugenio Bersellini keine weiteren Trainerposten an.

## Erfolge
Als Trainer
- Italienische Meisterschaft: 1×

1979/80 mit Inter Mailand
- Italienischer Pokalsieger: 3×

1977/78 und 1981/82 mit Inter Mailand
1984/85 mit Sampdoria Genua
- Libysche Meisterschaft: 1×

2001/02 mit Al-Ittihad Tripolis